# Tejas (Album)
Tejas (spanisch für „Texas“) ist das fünfte Studioalbum der US-amerikanischen Bluesrock-Band ZZ Top aus dem Jahr 1976.

## Entstehung und Veröffentlichung
Das Jahr 1976 war gekennzeichnet von der The Worldwide Texas Tour. Diese wurde für Studioaufenthalte immer wieder unterbrochen, sodass der gesamte Aufnahmeprozess über sechs Monate dauerte. Nach Meinung von Billy Gibbons reflektierte das Album die Entwicklung der Bandmitglieder als Songwriter, die umfangreichen Aktivitäten der Band und die Erlebnisse auf Tour seien Inspiration und Ideenlieferant gewesen. So experimentierte die Band mit Wah-Wahs (Snappy Kakkie) und einer Mundharmonika (It’s Only Love).
Die Erstveröffentlichung von Tejas erfolgte schließlich am 29. November 1976 durch London Records. Es setzt sich aus zehn Titeln, die mit einer Ausnahme zusammen von den ZZ-Top-Mitgliedern Frank Beard, Billy F. Gibbons und Dusty Hill geschrieben beziehungsweise komponiert wurden. Ein Titel wurde alleine von Gibbons verfasst. Die Produktion aller Titel erfolgte unter der Leitung von Bill Ham. 1985 erschien das Album in einer neu aufbereiteten Version auf CD.

## Titelliste
1. It’s Only Love (Beard, Gibbons, Hill) – 4:22
2. Arrested for Driving While Blind (Beard, Gibbons, Hill) – 3:08
3. El Diablo (Beard, Gibbons, Hill) – 4:22
4. Snappy Kakkie (Beard, Gibbons, Hill) – 2:58
5. Enjoy and Get It On (Beard, Gibbons, Hill) – 3:26
6. Ten Dollar Man (Beard, Gibbons, Hill) – 3:41
7. Pan Am Highway Blues (Beard, Gibbons, Hill) – 3:14
8. Avalon Hideaway (Beard, Gibbons, Hill) – 3:07
9. She’s a Heartbreaker (Beard, Gibbons, Hill) – 3:01
10. Asleep in the Desert (Gibbons) – 3:24

Das Stück Asleep in the Desert ist ein Instrumental.

## Singleauskopplungen
| Jahr | Titel                            | Höchstplatzierung, Gesamtwochen, AuszeichnungChartsChartplatzierungen (Jahr, Titel, , Platzierungen, Wochen, Auszeichnungen, Anmerkungen) | Anmerkungen                        |
| Jahr | Titel                            | US | Anmerkungen                        |
| ---- | -------------------------------- | --- | ---------------------------------- |
| 1976 | It’s Only Love                   | US44 (11 Wo.)US | Erstveröffentlichung: August 1976  |
| 1977 | Arrested for Driving While Blind | US91 (6 Wo.)US | Erstveröffentlichung: Februar 1977 |
| 1977 | El Diablo                        | — | Erstveröffentlichung: 9. Mai 1977  |
| 1977 | Enjoy and Get It On              | — | Erstveröffentlichung: Mai 1977     |

## Rezeption

### Rezensionen
Für Dan Oppenheimer vom Musikmagazin Rolling Stone entwickelte sich die Band mit Tejas weg vom wilden Boogie hin zu einem durchdachteren Sound. Das Stück El Diablo überrasche mit von Billy Cobham inspiriertem Doublebass-Schlagzeug und dem prägnanten Bassspiel von Dusty Hill. Zwar habe die Band ihre Wurzeln immer noch im Texas Blues, zeige sich aber experimentierfreudiger. Allerdings verließen die Musiker damit ihnen bekanntes Terrain, weshalb einige Lieder kraftlos klingen. Stephen Thomas Erlewine sieht in dem Album ein Zeichen dafür, dass der Band die Luft ausgehe. Obwohl sauber produziert, könne man das Album getrost vergessen. Bezeichnenderweise sei auf der kurz darauf veröffentlichten Kompilation The Best of ZZ Top kein Lied von Tejas berücksichtigt worden.

### Charts und Chartplatzierungen
| ChartsChartplatzierungen       | Höchstplatzierung | Wochen |
| ------------------------------ | ----------------- | ------ |
| Vereinigte Staaten (Billboard) | 17 (24 Wo.)       | 24     |

### Auszeichnungen für Musikverkäufe
| Land/Region               | Auszeichnungen für Musikverkäufe (Land/Region, Auszeichnung, Verkäufe) | Verkäufe |
| ------------------------- | ---------------------------------------------------------------------- | -------- |
| Vereinigte Staaten (RIAA) | Gold                                                                   | 500.000  |
| Insgesamt                 | 1× Gold ·                                                              | 500.000  |

Hauptartikel: ZZ Top/Auszeichnungen für Musikverkäufe